# Marjasaari (ö i Lappland, Rovaniemi)
Marjasaari är en ö i Finland. Den ligger i sjön Ristijärvi och Välttämönselkä och i kommunen Ranua i den ekonomiska regionen  Rovaniemi ekonomiska region  och landskapet Lappland, i den norra delen av landet, 700 km norr om huvudstaden Helsingfors. Öns area är 2,5 hektar och dess största längd är 280 meter i nord-sydlig riktning.